# 25232 Schatz
25232 Schatz è un asteroide della fascia principale. Scoperto nel 1998, presenta un'orbita caratterizzata da un semiasse maggiore pari a 2,8899650 UA e da un'eccentricità di 0,0735405, inclinata di 3,16593° rispetto all'eclittica.